# 聖無量寿决定光明王陀羅尼
聖無量寿决定光明王陀羅尼は、十小呪のひとつで、出典は大乗聖無量寿決定光明王陀羅尼経になる。元代に翻訳されたと言われている。阿弥陀仏法門の一つであり、中国でよく唱えられる陀羅尼である。この陀羅尼を誠の心により唱えれば短命夭折を除くとされ、延命すると言われている。早くに菩提を得られ、成仏するという。

## 参考
- 圣无量寿决定光明王陀罗尼 2015
- 圣无量寿决定光明王陀罗尼 (Sheng Wu Liang Shou Jue Ding Guang Ming Wang Tuo Luo Ni)